# Кошелєв Сергій Сергійович
Кошелєв Сергій Сергійович  (нар.11 серпня 1992, Дрогобич) — німецький виконавець українського походження. Представник українського репу Німеччини.[джерело?]
Виконує свої композиції німецькою та українською мовою під ім'ям Seen Trick у стилі реп та хіп-хоп.[джерело?]

## Життєпис
Сергій Кошелєв народився 11 серпня 1992 у Дрогобичі. Закінчив Дрогобицька ЗОШ № 14 у 2005 році.
У цьому ж 2005 році переїхав до Німеччини. Творить і мешкає в місті Гайльбронн.[джерело?]
Все почалося з мікстейпу «LAUTSPRECHER» (2010) і продовжується по сьогоднішній день. У 2018 році Сергій створив новий реп альбом "Black Lion".[джерело?]

Про творчість та інспіраторів Seen Trick в інтерв'ю розповів[джерело?]:
|  | "В юні роки зовсім не думав створювати музику чи писати тексти. Натхнення прийшло завдяки моєму старшому брату. У той час така музика як «реп» була мало розповсюджена, тож ми слухали на кассетах те, що було в наявності. Із часом мені довелось виїхати за межі України, залишивши тут усе рідне. Було доволі непросто змиритись і звикнути … Із собою я привіз диск, на якому було декілька пісень. Серед них — КАСТА «На порядок выше». Мене надзвичайно вразила ця пісня, тому що її сюжет був аж надто схожим з моїм становищем. Саме ця пісня надихнула мене на перший крок до створення чогось свого." |

Одружений, дружину звуть Оксана Кошелєва, до шлюбу Павлюх.[джерело?]